# Нефтеперерабатывающая промышленность Казахстана
Нефтеперерабатывающая промышленность Казахстана — отрасль промышленности Казахстана. В настоящее время в Казахстане функционирует три крупных нефтеперерабатывающих завода (Атырауский, Павлодарский, Шымкентский) и более тридцати мини-НПЗ. Суммарная мощность трёх основных НПЗ Казахстана по переработке нефти по состоянию на 2022 год составляет 17,8 млн тонн в год.

## Объёмы нефтепереработки
В 2019 году в Казахстане было добыто 90,4 млн тонн нефти, включая газовый конденсат. .
|              | 2015 | 2018 | 2019 | 2022 |
| Производство | 14,2 | 15,4 | 16,6 | 17,8 |

По данным национального энергетического доклада за 2019 год, на долю трёх основных НПЗ Казахстана — Атырауского, Павлодарского и Шымкентского — в 2018 году пришлось 93,6 % всего объёма нефтепереработки в стране. Остальное было переработано на 34 мини-НПЗ. По отдельности они производят небольшие объёмы низкокачественных продукции или полуфабрикатов, но играют важную роль в обеспечении рынка низкооктановым бензином марки АИ-80, который крупные НПЗ перестали выпускать после модернизации. Этот вид топлива в основном используется в сельском хозяйстве, и цена на него до сих регулируется государством.
По данным Казахского института нефти и газа, суммарно мини-НПЗ Казахстана имеют техническую возможность перерабатывать до 6,5 млн тонн нефти в год, однако фактический объём переработки не доходит даже до 10 %. В министерстве энергетики отмечают, что выработка востребованных видов нефтепродуктов на мини-НПЗ незначительная, так как технологические установки на мини-НПЗ не позволяют выработать больше светлых видов нефтепродуктов. Они в основном вырабатывают тёмные нефтепродукты, печное топливо, дизельное топливо, керосин. При этом часто полученный ими мазут закупался и перерабатывался дополнительно за пределами Казахстана. Среди стабильно функционирующих мини-НПЗ — ТОО «Актобе-нефтепереработка», ТОО «Вернал Ойл Казахстан» (Актюбинская область), ТОО «Кызылординский малотоннажный НПЗ» (Кызылординская область), ТОО «Амангельдинский ГПЗ» и ТОО «Жарас» (Жамбылская область).

## Список крупных нефтеперерабатывающих предприятий
Как видно в таблице в Казахстане производится около 16,6 мегатонн нефтепродуктов за год. 
Для сравнения один только Омский НПЗ производит 21 мегатонну в год. 
| НПЗ                                     | Контролирующий акционер | Мощности по переработке, млн т. | Объем переработки, млн т. | Глубина переработки, % | Область                    | Год ввода в эксплуатацию |
| --------------------------------------- | ----------------------- | ------------------------------- | ------------------------- | ---------------------- | -------------------------- | ------------------------ |
| Атырауский нефтеперерабатывающий завод  | КазМунайГаз             | 5,5 (2018 г.)                   | 5,268 (2018 г.)           | 87 (2018 г.)           | Атырауская область         | 1945                     |
| Павлодарский нефтехимический завод      | КазМунайГаз             | 5,1(2018 г.)                    | 5,340 (2018 г.)           | 77,39 (2018 г.)        | Павлодарская область       | 1978                     |
| Шымкентский нефтеперерабатывающий завод | PetroKazakhstan         | 6 (2018 г.)                     | 4,732 (2018 г.)           | 81,6(2018 г.)          | Южно-Казахстанская область | 1985                     |